# Parvovírus canino
A parvovirose é uma doença viral altamente contagiosa que afeta principalmente cães, embora existam variantes que afetem gatos e outros mamíferos. Causada pelo parvovírus canino tipo 2 (CPV-2), é caracterizada por sintomas graves que podem levar à desidratação severa e até à morte, especialmente em filhotes não vacinados. A doença foi identificada pela primeira vez na década de 1970 e desde então se disseminou globalmente, afetando populações caninas de todas as idades.
É uma doença infecto-contagiosa causada por um vírus chamado parvovírus. Esta virose pode afetar cães de qualquer idade, porém, os filhotes são mais suscetíveis à doença. Pois na maioria dos casos os filhotes de cães ainda não foram imunizados. A parvovirose canina pode ser transmitida pelo contato com as fezes e secreções de animais contaminados. O parvovirus é resistente, podendo manter-se no ambiente durante meses e desta forma infetar um novo hospedeiro. Os sintomas iniciais incluem perda de apetite, diarreia, vômitos, desidratação, problemas respiratórios. A principal forma de prevenir esta doença é vacinação.

## Sintomas e Patologia
A parvovirose canina ataca principalmente o trato gastrointestinal e o sistema imunológico dos cães. Os sintomas iniciais incluem letargia, perda de apetite, vômitos persistentes e diarreia grave, muitas vezes com presença de sangue. A rápida desidratação devido à perda de fluidos corporais é uma complicação comum e pode ser fatal se não tratada prontamente. Em casos graves, a doença pode causar danos cardíacos irreversíveis.

## Transmissão e Prevenção
O vírus é altamente contagioso e pode sobreviver por meses a anos em ambientes adequados. A transmissão ocorre através do contato direto entre cães ou indiretamente por meio de fezes contaminadas, água, alimentos ou objetos contaminados. Filhotes não vacinados são particularmente vulneráveis, assim como cães com sistemas imunológicos comprometidos.
A vacinação é a principal medida preventiva contra a parvovirose. Protocolos vacinais eficazes começam quando os filhotes têm cerca de seis semanas de idade e são repetidos em intervalos regulares para garantir a imunidade contínua. Além da vacinação, medidas rigorosas de higiene, como desinfecção de ambientes e isolamento de cães doentes, são essenciais para controlar a propagação do vírus.

## Tratamento e Prognóstico
O tratamento para cães infectados geralmente envolve suporte intensivo, incluindo terapia intravenosa para reidratação, administração de antibióticos para prevenir infecções secundárias e medicamentos para controlar vômitos e diarreia. No entanto, o prognóstico depende da gravidade da infecção, idade do cão, estado de saúde geral e rapidez com que o tratamento é iniciado. Infelizmente, muitos casos graves resultam em morte, apesar dos esforços veterinários.

## Parvovirose em outros animais
Além de cães, parvovírus semelhantes também afetam gatos (parvovírus felino) e outros mamíferos, embora com manifestações clínicas e patologias específicas para cada espécie. Em gatos, por exemplo, o parvovírus felino (FPV) pode causar doença semelhante, incluindo sintomas gastrointestinais graves.

## Pesquisa e controle
A pesquisa contínua sobre o parvovírus é crucial para desenvolver novas estratégias de controle e tratamento, bem como para entender melhor as variantes emergentes do vírus. Organizações veterinárias e de saúde pública desempenham um papel fundamental na educação dos proprietários de animais sobre a importância da vacinação e medidas de higiene.